# Ủy ban Kiểm tra Kỷ luật Quân ủy Trung ương Trung Quốc
Ủy ban Kiểm tra Kỷ luật Quân ủy Trung ương (tiếng Trung: 中央军委纪律检查委员会; bính âm: Zhōngyāng Jūnwěi Jìlǜ Jiănchá Wĕiyuánhuì; viết tắt là CMCCDI) là cơ quan kỷ luật hàng đầu của Quân ủy Trung ương Trung Quốc. CMCCDI có "trách nhiệm kép" đối với Ủy ban Kiểm tra Kỷ luật Trung ương Đảng Cộng sản Trung Quốc và Quân ủy Trung ương. Thành viên của CMCCDI được Quân ủy Trung ương lựa chọn.
Cơ quan quân sự đầu tiên chịu trách nhiệm thực thi kỷ luật và kiểm tra được thành lập năm 1955, nhưng bị giải thể trong Cách mạng Văn hóa. Tiền thân của CMCCDI hiện nay được thành lập vào tháng 1 năm 1980 dưới sự chỉ đạo của Ủy ban Trung ương Đảng Cộng sản Trung Quốc. Từ năm 1990, công việc của CMCCDI phần lớn được thực hiện bởi Tổng cục Chính trị Quân Giải phóng Nhân dân Trung Quốc, cơ quan chính trị tối cao của quân đội. Người đứng đầu CMCDIC cũng thường là Phó Chủ nhiệm Tổng cục Chính trị Quân Giải phóng Nhân dân Trung Quốc và từ Đại hội Đảng Cộng sản Trung Quốc lần thứ 16 năm 2002, đồng thời là Phó Bí thư Ủy ban Kiểm tra Kỷ luật Trung ương Đảng Cộng sản Trung Quốc.
Ủy ban Kiểm tra Kỷ luật Trung ương Đảng Cộng sản Trung Quốc (CCDI) đôi khi trực tiếp can thiệp vào các vụ án liên quan đến các sĩ quan cao cấp trong Quân Giải phóng Nhân dân Trung Quốc. Tuy nhiên, sự tham gia trực tiếp của CCDI chỉ được trích dẫn trong các vụ án có hồ sơ cao cấp, như của Phó Đô đốc Vương Thủ Nghiệp năm 2005 và Trung tướng Cốc Tuấn Sơn năm 2012. Thông thường, một khi CMCCDI hoàn thành một cuộc điều tra, vụ án được chuyển giao cho nhà chức trách truy tố quân sự hoặc đưa ra xử ở một tòa án quân sự. Không giống như các vụ án CCDI, các kết luận trong đó thường được công bố công khai dưới hình thức thông cáo báo chí, chi tiết cụ thể về các vụ án thuộc thẩm quyền duy nhất của CMCCDI hiếm khi xuất hiện trên hồ sơ công khai. Thỉnh thoảng, CMCCDI sẽ tiến hành "điều tra ban đầu" vào những sai phạm có mục đích của một sĩ quan quân đội và sau đó bàn giao vụ án cho CCDI để "điều tra thêm".

## Lãnh đạo
Chức danh chính thức là Bí thư Ủy ban Kiểm tra Kỷ luật Ủy ban Quân sự Trung ương Đảng Cộng sản Trung Quốc.
- Nguyên soái La Vinh Hoàn (1955–1956)
- Đại tướng Đàm Chính (1956–1961)
- Nguyên soái La Vinh Hoàn (1961–1963)
- Thượng tướng Tiêu Hoa (1964–1967)

Bị giải thể trong Cách mạng Văn hóa
- Trung tướng Cam Vị Hán (1980–1985)
- Thượng tướng Quách Lâm Tường (1985–1990)
- Trung tướng Vương Thụy Lâm (1990–1993)
- Thượng tướng Chu Tử Ngọc (1993–2000)
- Thượng tướng Từ Tài Hậu (2000–2002)
- Thượng tướng Trương Thụ Điền (2002–2004)
- Thượng tướng Tôn Trung Đồng (2004–2009)
- Đô đốc Đồng Thế Bình (2009–2012)
- Thượng tướng Đỗ Kim Tài (2012–2017)
- Thượng tướng Trương Thăng Dân (2017–)